# 어도비 이러닝 스위트
어도비 이러닝 스위트(Adobe eLearning Suite)는 어도비 시스템즈가 학습 전문가, 교육 설계자, 교육 관리자, 콘텐츠 개발자 및 교육자를 위해 만든 애플리케이션 모음이었다.
이 스위트를 통해 사용자는 스크린캐스트 시연, 시뮬레이션 및 기타 대화형 콘텐츠를 포함한 대화형 교육 정보를 제작, 관리 및 게시할 수 있었다.
이 스위트에 포함된 어도비 플래시 및 드림위버 애플리케이션은 애플리케이션 간의 워크플로 및 통합을 개선하기 위한 추가 기능을 포함하는 특별 버전이었다. 이러한 버전은 스위트의 일부로만 사용할 수 있었으며 개별적으로 구매할 수 없었다.
어도비 이러닝 스위트는 크리에이티브 클라우드(Creative Cloud) 없이 어도비 크리에이티브 제품군 6 패키지를 구매하는 것 외에 어도비 크리에이티브 제품군 6 애플리케이션을 합법적으로 얻을 수 있는 유일한 방법이었다.

## 역사
어도비 시스템즈에 인수되기 전에 매크로미디어는 플래시 MX 2004, 드림위버 MX 2004, Authorware 7이 포함된 eLearning Suite 2004라는 제품 번들을 가지고 있었다. 다음 목록은 다양한 어도비 eLearning Suite 버전의 다른 세부 정보를 보여준다.
- eLearning Suite 1은 2009년 1월에 출시되었으며 Captivate 4, 플래시 CS4 Professional, 드림위버 CS4, Presenter 7, Acrobat 9 Pro, Photoshop CS4 Extended, 사운드부스 CS4, 디바이스 센트럴 CS4, Bridge CS4 및 SCORM Packager를 포함한다.
- eLearning Suite 2는 2010년 5월에 출시되었으며 Captivate 5, 플래시 Professional CS5, 드림위버 CS5, Presenter 7 (윈도우 버전만 해당), Acrobat 9 Pro, Photoshop CS5 Extended 및 Soundbooth CS5를 포함한다.[3] eLearning Suite 2는 마이크로소프트 윈도우 및 애플 맥 OS X 플랫폼 모두에서 사용할 수 있는 최초의 버전이었다. 버전 1은 마이크로소프트 윈도우에서만 사용할 수 있었다.
- eLearning Suite 2.5는 2011년 5월에 출시되었으며 Captivate 5.5, 플래시 Professional CS5.5, 드림위버 CS5.5, Photoshop CS5.1 Extended, Acrobat X Pro, Audition CS5.5 (eLS 2에 포함되었던 Soundbooth를 대체), Bridge CS5, Device Central CS5.5 및 Presenter 7 (윈도우 버전만 해당)을 포함한다.[4]
- eLearning Suite 6는 2012년 7월에 출시되었으며 Captivate 6, 플래시 Professional CS6, 드림위버 CS6, Photoshop CS6 Extended, Acrobat XI Pro, Audition CS 6, Bridge CS6 및 Presenter 8 (윈도우 버전만 해당)을 포함한다.[5]

## 애플리케이션
다음 표는 다양한 어도비 eLearning Suite 버전의 핵심 애플리케이션에 대한 다른 세부 정보를 보여준다. 각 버전에는 이러한 모든 앱이 포함되거나 일부만 포함될 수 있다.
| 제품 이름                         | eLS 버전     | Creative Suite에서 사용 가능                       | Creative Cloud에서 사용 가능                       |
| --------------------------------- | ------------ | -------------------------------------------------- | -------------------------------------------------- |
| Acrobat                           | 버전 1부터   | 예                                                 | 예                                                 |
| Audition                          | 버전 2.5부터 | 예                                                 | 예                                                 |
| Bridge                            | 버전 1부터   | 예                                                 | 예                                                 |
| Captivate                         | 버전 1부터   | 어도비 Technical Communication Suite에서 사용 가능 | 어도비 Technical Communication Suite에서 사용 가능 |
| Device Central                    | 버전 2.5까지 | 예                                                 | Creative Cloud 데스크톱 앱으로 대체                |
| Dreamweaver                       | 버전 1부터   | 예                                                 | 예                                                 |
| Flash Professional (현재 Animate) | 버전 1부터   | 예                                                 | 예                                                 |
| Photoshop Extended                | 버전 1부터   | 예                                                 | Photoshop과 통합됨                                 |
| Presenter                         | 버전 1부터   | 어도비 Technical Communication Suite에서 사용 가능 | 어도비 Technical Communication Suite에서 사용 가능 |
| SCORM Packager                    | 버전 1에서만 | 아니요                                             | 아니요                                             |
| Soundbooth                        | 버전 2까지   | 예                                                 | Audition으로 대체                                  |

## 버전
- eLearning Suite 1 (2009년 1월): Captivate 4, 플래시 CS4 Professional, 드림위버 CS4, Presenter 7, Acrobat 9 Pro, Photoshop CS4 Extended, Soundbooth CS4, Device Central CS4, Bridge CS4 및 SCORM Packager를 포함.
- eLearning Suite 2 (2010년 5월): Captivate 5, 플래시 Professional CS5, 드림위버 CS5, Presenter 7 (윈도우 버전만 해당), Acrobat 9 Pro, Photoshop CS5 Extended 및 Soundbooth CS5를 포함.[3]
- eLearning Suite 2.5 (2011년 5월): Captivate 5.5, 플래시 Professional CS5.5, 드림위버 CS5.5, Photoshop CS5.1 Extended, Acrobat X Pro, Audition CS5.5 (eLS 2에 포함되었던 Soundbooth를 대체), Bridge CS5, Device Central CS5.5 및 Presenter 7 (윈도우 버전만 해당)을 포함.[4]
- eLearning Suite 6 (2012년 7월): Captivate 6, 플래시 Professional CS6, 드림위버 CS6, Photoshop CS6 Extended, Acrobat XI Pro, Audition CS 6, Bridge CS6 및 Presenter 8 (윈도우 버전만 해당)을 포함.[5]

## 같이 보기
- 어도비 크리에이티브 클라우드
- 어도비 크리에이티브 제품군